# SN 2007em
SN 2007em – supernowa typu II odkryta 5 czerwca 2007 roku w galaktyce A155941+0217. W momencie odkrycia miała maksymalną jasność 18,20m.